# Philip Game
Philip Woolcott Game (ur. 20 marca 1876 w Streatham, dziś części Londynu, zm. 4 lutego 1961 w Sevenoaks) – brytyjski żołnierz i działacz polityczny, w latach 1930-1935 gubernator Nowej Południowej Walii, a następnie w latach 1935-1945 dowódca londyńskiej policji metropolitalnej. 

## Życiorys

### Kariera wojskowa
Pochodził z zamożnej rodziny kupieckiej. Ukończył Królewską Akademię Wojskową w Woolwich (dziś w granicach Londynu), której absolwenci automatycznie otrzymywali szlify oficerskie. Początkowo służył w Artylerii Królewskiej. Brał udział w II wojnie burskiej oraz I wojnie światowej, w czasie której został włączony do Royal Flying Corps, gdzie brakowało doświadczonych oficerów sztabowych. W 1918 został oficerem nowo utworzonej Royal Air Force (RAF). W 1922 został awansowany na stopień wicemarszałka lotnictwa (co jest w RAF odpowiednikiem dwugwiazdkowego generała) i objął dowództwo całości sił powietrznych w Indiach Brytyjskich. W 1923 powrócił do kwatery głównej RAF, gdzie został szefem działu kadr całego brytyjskiego lotnictwa. 1 stycznia 1929 przeszedł w stan spoczynku. 

### Gubernator Nowej Południowej Walii
W marcu 1930 ogłoszono jego nominację na urząd gubernatora Nowej Południowej Walii, rozpoczął urzędowanie w dniu 29 maja 1930. Choć rola gubernatora była już wówczas głównie ceremonialna, a realna władza polityczna przysługiwała mu wyłącznie w zupełnie wyjątkowych przypadkach, Game nieoczekiwanie znalazł się w takiej właśnie sytuacji. W 1932 gabinet federalny Australii, kierowany przez Josepha Lyonsa, przeforsował w parlamencie federalnym ustawę, która w ramach walki ze skutkami wielkiego kryzysu zmuszała rządy stanowe do wprowadzenia znacznie bardziej oszczędnej polityki budżetowej, w szczególności do ograniczenia własnego zadłużenia, nawet kosztem zatrzymania inwestycji. Ówczesny premier Nowej Południowej Walii Jack Lang nie zamierzał podporządkować się tym przepisom, a gdy przegrał sądową batalię o ich uchylenie, rozpoczął ich otwartą obstrukcję, m.in. wycofywanie należących do stanu środków z rachunków bankowych, tak aby rząd federalny nie mógł ich przejąć i wykorzystać do spłaty długów. 
Gubernator Game ostrzegał premiera, że jest to ewidentne łamanie prawa federalnego. Lang zignorował zdanie gubernatora, co więcej – rozpoczął z nim publiczną polemikę. W tej sytuacji w maju 1932 Game skorzystał ze swoich nadzwyczajnych uprawnień i zdymisjonował gabinet Langa. Powołał też tymczasowego premiera stanu, którym został lider opozycji w Nowej Południowej Walii Bertram Stevens. Decyzja gubernatora została potwierdzona przez wyborców w przedterminowych wyborach stanowych w czerwcu 1932, w których Lang zdecydowanie przegrał, zaś Stevens otrzymał mandat pełnoprawnego szefa rządu stanowego. 

### Późniejsze życie
W styczniu 1935 kadencja Game'a w Australii dobiegła końca i powrócił on do Anglii. Wkrótce później został komisarzem (komendantem) Metropolitan Police Service, formacji policyjnej odpowiedzialnej za bezpieczeństwo w Londynie. Zajmował to stanowisko przez dziesięć lat, aż do przejścia na emeryturę w dniu 1 czerwca 1945. Następnie osiadł w swoim domu w hrabstwie Kent, gdzie przeżył jeszcze blisko 16 lat. Zmarł na początku lutego 1961 roku, w wieku 84 lat. 

### Życie prywatne
W 1908 poślubił Gwendolen Hughes-Gibb, z którą miał troje dzieci: dwóch synów i córkę. Jego starszy syn poległ w 1943 w II wojnie światowej, w czasie walk w rejonie Tarentu. 

### Odznaczenia
Do najważniejszych odznaczeń przyznanych Game'owi należą: 
- Order Łaźni klasy Kawaler (CB) (1919)
- Order Łaźni klasy Rycerz Komandor (KCB) (1924, od tego momentu miał prawo posługiwać się tytułem Sir)
- Order Łaźni klasy Rycerz Wielkiego Krzyża (GCB) (1945)
- Królewski Order Wiktoriański klasy Rycerz Wielkiego Krzyża (GCVO) (1937)
- Order Imperium Brytyjskiego klasy Rycerz Wielkiego Krzyża (GBE) (1929)
- Order św. Michała i św. Jerzego klasy Rycerz Komandor (KCMG) (1935)